# Prostřední Žleb
Prostřední Žleb  (dříve Prostřední Grunt) je XV. část statutárního města Děčín. Nachází se na severovýchodě Děčína. Děčín XV-Prostřední Žleb leží v katastrálním území Prostřední Žleb o rozloze 11,15 km². V katastrálním území Prostřední Žleb leží i Děčín XI-Horní Žleb, Děčín XVII-Jalůvčí a Děčín XVI-Přípeř. Součástí Prostředního Žlebu je i osada Čertova Voda.

## Historie
První písemná zmínka o vesnici pochází z roku 1579.
Levobřežní vsi Horní, Prostřední a Dolní Žleb, rozkládající se v prostoru u tratě do Drážďan a na přilehlých svazích, zasáhla průmyslová zástavba jen velmi mírně. Původně to byly osady dřevařů, plavců a stavitelů lodí. Díky vysokým skalám labského kaňonu se staly zejména Prostřední a Dolní Žleb již na počátku 20. století letovisky a turisticky oblíbenými místy. Plavba přes Labe dolnožlebským přívozem přibližuje nejznámější vstup do Českého Švýcarska, jímž je Hřensko.

## Obyvatelstvo
Při sčítání lidu v roce 1921 ve vsi žilo 568 obyvatel (z toho 278 mužů), z nichž byli čtyři Čechoslováci, 547 Němců a sedmnáct cizinců. Kromě osmi evangelíků, dvaceti příslušníků nezjišťovaných církví a osmi lidí bez vyznání byli římskými katolíky. Podle sčítání lidu z roku 1930 měla vesnice 641 obyvatel: pět Čechoslováků, 631 Němců a pět cizinců. Většina (472 osob) se hlásila k římskokatolické církvi, ale kromě ní ve vsi žilo jedenáct evangelíků, jedenáct příslušníků nezjišťovaných církví a 147 lidí bez vyznání.
|                                                                | 1869 | 1880 | 1890 | 1900 | 1910 | 1921 | 1930 | 1950 | 1961 | 1970 | 1980 | 1991 | 2001 | 2011 |
| -------------------------------------------------------------- | ---- | ---- | ---- | ---- | ---- | ---- | ---- | ---- | ---- | ---- | ---- | ---- | ---- | ---- |
| Obyvatelé                                                      | 473  | 479  | 528  | 573  | 622  | 568  | 641  | 425  | 465  | 300  | 324  | 238  | 256  | 257  |
| Domy                                                           | 76   | 79   | 79   | 92   | 98   | 105  | 121  | 131  | —    | 75   | 92   | 89   | 74   | 99   |
| Počet domů z roku 1961 je zahrnut v domech místní části Děčín. |      |      |      |      |      |      |      |      |      |      |      |      |      |      |

## Pamětihodnosti
- Kaple Andělů Strážných
- Podstavec kříže stojí jižně pod železniční stanicí Děčín-Prostřední Žleb